# ラッキーチャチャチャ!
「ラッキーチャチャチャ!」は、女性アイドルグループミニモニ。の7枚目のシングル。

## 内容
ミニモニ。が出演した『ミニモニ。でブレーメンの音楽隊』の主題歌に起用され、またミニモニ。のラストシングルとなった。

## 収録曲
全作詞・作曲：つんく
1. ラッキーチャチャチャ!
編曲：鈴木Daichi秀行
2. 笑顔のデート 最後のデート
編曲：AKIRA
3. ラッキーチャチャチャ! (オリジナル・カラオケ)

## 参加ミュージシャン
ラッキーチャチャチャ!
- 全ての楽器：鈴木Daichi秀行
- コーラス：竹内浩明

笑顔のデート 最後のデート
- 全ての楽器&コーラス：AKIRA